# Utvecklingen av svenska kvinnors rättigheter på arbetsmarknaden sedan 1900
Utvecklingen av svenska kvinnors rättigheter på arbetsmarknaden har sedan länge varit en kamp, där stora reformer började ske under 1900-talet. Kvinnor har kämpat på flera olika sätt för bättre möjligheter och rättigheter på arbetsmarknaden, till exempel rätt till samma utbildningsmöjligheter och tillgång till samma yrken eller ämbeten samt samma lön som männen som utför samma arbete.
Kampen har även innefattat att utöka sina rättigheter som människa på flera olika områden, till exempel genom kampen för rösträtt, kontroll över sin egen kropp, som rätten till abort och preventivmedel. 

## Bakgrund
Kvinnor har alltid arbetat minst lika mycket som män oavsett om det varit i form av betalning eller inte. För arbete är mer än det som utförs mot betalning. Det betalda arbetet har ökat kraftigt i förhållande till annan typ av arbete under de senaste tvåhundra åren, både för män och kvinnor, men framförallt för kvinnorna. Sedan 1900 har utvecklingen varit snabb på kort tid. Ett flertal lagar för kvinnors ökade ställning i arbetslivet har tillkommit. Dessa lagar har fokuserat på olika områden för att stärka kvinnans rättigheter och därmed utökade roll i arbetslivet. Den högre utbildningen som kom gav med tiden tillträde till en mängd arbeten som männen tidigare hade haft monopol på.
En definition av arbete: Nationalencyklopedin menar att arbete inte endast är baserat på dess ekonomiska funktion utan även dess sociala och moraliska. Baserat på den svenska regeringens sysselsättsutredning 1975: ”arbetet svarar mot grundläggande mänskliga behov att utveckla och berika tillvaron”. Arbetet formar, heter det, ”en väsentlig del av människans liv. Arbetet är ett medel att skapa en god materiell försörjning. Men arbetet har också ett egenvärde som en väg till social gemenskap.”

## Kvinnlig rösträtt - inverkan på jämställdhet och andra effekter
När kvinnor i Sverige fick rösträtt var det en ny chans att göra sin röst hörd. Genom att de fick rösta kunde de välja vilka de ville skulle ingå i riksdagen. Då kunde de lättare kämpa för lika rättigheter på andra plan i samhället, som bland annat arbetsmarknaden. Feministiska tankar om allas lika värde började på tidigt 1800-tal. Denna teori fördes in i de flesta politiska ideologierna. En av liberalismens främsta förgrundsfigurer menade att när kvinnorna förvägrades lika rättigheter är det en hämnd även på samhället, eftersom häften av samhällets kapacitet och arbetskraft försvinner. Under början av 1900-talet ledde kravet på kvinnors lika rättigheter i samhället till att kvinnor fick rösträtt i flera europeiska länder. Där även Sverige blev ett av dessa länder på senare år. 
När kvinnorna röstade i det nästkommande valet 1921 ledde det till att fem kvinnor röstades in till riksdagen. Då utökades kvinnors plats i politiken. Trots att de första kvinnliga politikerna inte var så många bidrog det till att de lyfte fram kvinnornas frågor och erfarenheter, såsom äktenskapslagstiftning och utomäktenskapliga barns rättigheter.  Den kvinnliga rösträtten var en enastående bidragsfaktor för kvinnors ökade rättigheter i arbetslivet. Men motstånd fortsatte att mötas. 
I samband med rösträtten tillkom behörighetslagen som innefattade att kvinnor numera (dock) med vissa undantag var likställda män ifråga om behörighet gällande statliga ämbeten. Lagen antogs i juni 1923 och trädde i kraft 1925, och därmed kunde kvinnor väljas in till riksdagen. 

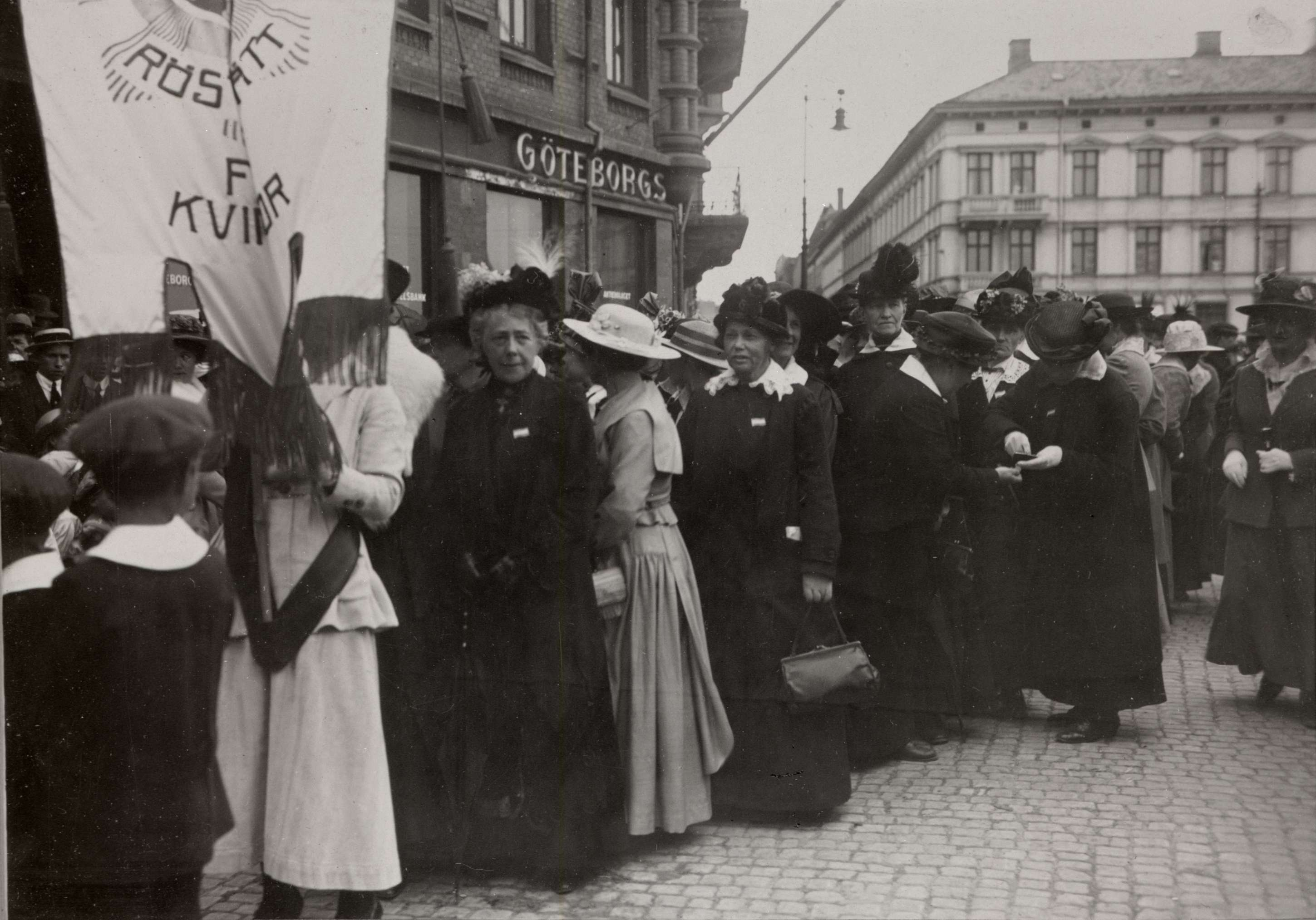
Demonstrationer för kvinnlig rösträtt i Göteborg.

Att kvinnor numera hade rösträtt bidrog inte automatiskt till ett mer jämställt samhälle och därmed inte heller bättre ställning i arbetslivet. Motståndet mot ökad jämställdhet var fortfarande stort. Männen fortsatte motarbeta att kvinnor fick en högre ställning i arbetslivet och politiken. De ansåg till och med att det var orättvist att två parter inom en familj arbetade och då kunde leva i "lyx" medan andra var arbetslösa. Men striderna som kom ledde till andra framgångar för kvinnorna inom arbetslivet. 
På 1930-talet lades det fram flera lagförslag på att gifta kvinnor inte skulle ha rätt till arbete. Lagförslagen gick inte igenom, det ansågs att det skulle minska kvinnors vilja att gifta sig och skaffa barn. Lågt barnafödande var på den här tiden en känslig fråga. Så istället ledde det till att det blev förbjudet för arbetsgivare att sparka kvinnor som var gifta, gravida eller födde barn. När den lagen fastslogs 1939 ökade antalet statligt anställda kvinnor. Detta gjorde det enklare för kvinnor att ha barn och samtidigt förvärvsarbeta. Resultatet på lagförslagen blev därmed motsatsen. Fler bidragande faktorer som tillkom under samma tidsperiod var moderskapspenning, nu kallat moderskapsförsäkring, mödrahjälp och barnbidrag som betalades ut till mammorna.  Kvinnor i en moderroll fick härmed bättre möjligheter att förvärvsarbeta. 

## Kvinnor blir yrkesarbetare

### Industrialisering
År 1900 bodde majoriteten av befolkningen på landet, hela 75 %, medan endast 25% bodde i städerna. Med tiden ändrades denna siffra. Detta var en betydande förändring för kvinnornas ställning i arbetslivet. Redan 1950 hade städerna övertagit majoriteten av befolkningen, och endast 43 % bodde på landet. Motiven var främst ekonomiska, ett hopp om ett bättre liv. Detta ledde till att kvinnor som arbetade inom jordbrukarfamiljer sökte sig till andra industriella yrken i städerna, såsom mejerier, bagerier, bryggerier, tvätterier, porslinsfabriker och barnsköterskor.

### Utbildning
Det var svårt för kvinnorna att komma ut på arbetsmarknaden. De hade inte tillgång till samma utbildningsmöjligheter som männen. Först 1905 kunde kvinnor ta realexamen vid de statliga läroverken. Först 1927 kunde de studera vid statliga gymnasier på samma villkor som män. Tidigare gällde privatskolor för dem som ville ha student- eller realexamen. År 1914 hade cirka 435 kvinnor tagit en akademisk examen. Vanligast för kvinnor var att läsa filosofi, men många läste även medicin och naturvetenskap. Det var svårt för kvinnor att bli tagna på allvar inom läroverken, männen hade 800 års försprång. Med tiden tog de mer plats och krävde fler rättigheter, som att få bära studentmössan vid examen. Det hade tidigare ansetts som väldigt manligt. När antalet utbildade kvinnor blev allt fler och dessutom ställde krav på att få använda sin examen i karriärsyfte som högre ämbetsmän och tjänstemän blev motsättningarna med männen allt större. Kvinnor bromsades av en paragraf i grundlagen som innebar att endast svenska män hade tillgång till ämbeten. Då bildades kampen för kvinnors rättigheter till statliga ämbeten, en 20 år lång kamp som sedan ledde till att lagen antogs 1923. 

### Normer
Idealen löd att det var mannen som skulle vara förvärvsarbetande och försörja familjen, medan kvinnan skulle sköta hemmet. Men då männens löner i flera fall var usla var detta upplägg inget som fungerade. Kvinnorna tvingades ut på arbetsmarknaden för att familjerna skulle kunna försörja sig. De fåtal yrken som ville anställa kvinnor var endast med motiv av att lönerna var lägre och därmed gynnsamt för företagen. Några sådana yrken var Postverket och Telegrafverket. Några som starkt ogillade att kvinnor började komma in på deras arbetsområden var fackföreningarna. De såg till att hålla lönerna nere och när kriser kom såg de till att kvinnorna fick sluta först. De ville att endast männen skulle vara familjeförsörjare. Detta resonemang var inget som höll, då antalet ensamstående kvinnor med barn blev allt fler under denna period. Kvinnor var i minst lika stort behov av att vara familjeförsörjare som män.  Kvinnolöner var något som dock förblev vanligt länge och fortfarande är än idag, 2024.

### Mellankrigstiden vidgade kvinnors arbetsmarknad
När kvinnan började lönearbeta främst på tidigt 1900-tal var kvinnoyrken ett begrepp som skulle komma att växa fram. Under 1940- och 1950-talet fanns 200 000 yrkesarbetande kvinnor i tillverkningsindustrin och nästan lika många i affärer och på kontor. Även om arbetena de ägnade sig åt var vitt skilda var tanken om var kvinnor passade in på arbetsmarknaden en orubblig syn. Sedan länge har man ansett att kvinnor passar i yrken som t.ex. butiksbiträde där omsorg är en stor del av yrket.
När mellankrigstiden och andra världskriget kom vidgades kvinnors arbetsområden. Även om Sverige inte var involverat konkret påverkades vi av krigen och vi var även ett stort exportland av krigsmaterial. Man brukar tala om att mellankrigstiden var en betydande roll för kvinnors ställning i arbetslivet. Nu skulle kvinnorna ersätta männen på arbetsmarknaden. Kriget var inte lika avgörande för svenska kvinnors ställning i arbetslivet som det var för länder som Storbritannien och USA, eftersom kvinnor i Sverige redan arbetade inom industrin. Men det stärkte deras roll på andra områden där kvinnor tidigare inte hade varit accepterade, som konduktör på spårvagnen eller mekaniker inom försvaret. Barriärerna inom dessa yrken bröts. Kvinnors intåg i de nya yrkesrollerna ledde till att nya frågor höjdes, där lika lön började diskuteras. Innan mellankrigstiden fanns det lagar och avtal baserade på att kvinnor och män skulle tjäna olika för exakt samma arbete, endast baserat på deras könstillhörighet. Männen kunde bland annat få lönetillägg för antalet barn de hade, då de sågs som den familjeförsörjande parten. Detta förändrades sedan efter andra världskriget. Kvinnolönerna avskaffades inom statlig verksamhet 1946 och inom den privata sidan 1965, med hjälp av arbetsmarknadens parter, avtal mellan arbetsgivare och fackförbund, i detta fall LO.  Men kampen för lika lön mellan könen fortsatte och är fortfarande angelägen än idag, 2024. 

### Lagar som förbättrade
- Behörighetslagen skulle vara likställda män i fråga om behörighet att inneha statliga ämbeten. Denna lag antogs 1923 och trädde i kraft 1925, med vissa undantag som militära och polisiära tjänster. Det var ett flertal kvinnoorganisationer som bidrog det långa påtryckningsarbetet men det var framförallt Kvinnliga akademikers förening som gjorde jobbet. [13]
- 1951 infördes att svenska kvinnor fick behålla sitt svenska medborgarskap vid giftermål med utländsk medborgare. Detta bidrog till att de kunde behålla sina svenska yrken. [14]

- 1971 avslutades sambeskattningen. Det hade tidigare försämrat kvinnors plats på den svenska arbetsmarknaden. Då den var så pass hög att det inte gav något att båda parter i en familj/förhållande arbetade. Vilket resulterade i att kvinnor hamnade i en beroendeställning.[15] När särbeskattningen infördes innebar det att kvinnor blev ekonomiskt självständiga och kvinnors självklara rätt att försörja sig själva tog ett stort kliv framåt.
- 1974 ersatte föräldraförsäkringen den tidigare moderskapsförsäkringen, vilket innebar att män fick samma rätt som kvinnor att vårda barn. Samma år blev det även olagligt att avskeda någon på grund av graviditet.[15]
- 1979 instiftades lagen om jämställdhet mellan kvinnor och män i arbetslivet som innebar ett förbud mot könsdiskriminering, både vid anställningstillfället, befordran eller när det gällde arbetsvillkor.[15]
- 1980 infördes havandeskapspenning för kvinnor med fysiskt krävande arbete som gav dem möjlighet att stanna hemma under slutskedet av graviditeten.[15]
- 1992 ersattes lagen om jämställdhet mellan kvinnor och män i arbetslivet av jämställdhetslagen.[15] Den innebar samma sak, lika rättigheter inom arbetslivet, men fokuserade på att främja främst kvinnors villkor i arbetslivet.[16]
- 1995 infördes en öronmärkt föräldramånad för vardera föräldern. Det utökades till två månader 2002 och till tre månader 2016.[15]
- 2008 tillkom en jämställdhetsbonus som ger ett skatteavdrag till föräldrar som delar mer lika på föräldrapenningsdagarna (avskaffades dock den 1 jan 2017).[15]

### Genombrott
Kvinnors ökade plats inom arbetslivet fick sitt genombrott från 1950-talet och framåt. År 1950 var 30 % av den kvinnliga befolkningen i Sverige lönearbetande, vilket 1990 hade ökat till 75 %. Det var en ökning på 45 procentenheter det vill säga 150 %. Under 1960-talet hade närmare en halv miljon kvinnor gått ut i arbetslivet. Ett arbetsområde där den kvinnliga andelen växte stort var metallindustrin.

## Yttre förändringar
Det finns även ett flertal förändringar som stärkte kvinnors roll på arbetsmarknaden trots att syftet egentligen var något annat. Som tidigare nämnts moderskapspenning, idag kallat för moderskapsförsäkring, ledde kortfattat till att försörjningsmomentet underlättades och därav skaffandet av barn. Men detta var endast en av många. 

### Preventivmedel

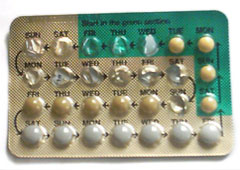
P-piller

Preventivmedel var något som underlättade kvinnors roll på arbetsmarknaden genom att det bidrog till bättre kontroll över deras egna kroppar och oönskade graviditeter. Under 1900-talet födde majoriteten av alla kvinnor många barn, flera icke önskade eller menade, vilket ökade fattigdomen och försämrade kvinnors arbetsmöjligheter. Metoder för hur man undvek graviditeter hade varit kända i århundraden, aborter utfördes redan på antiken. Men det var inte förrän på 1900-talet som det började bli lagligt i Sverige. Tack vare Elise Ottesen-Jensen och RFSU som bildades 1933 upphörde lagen som innebar förbud mot preventivmedel. Detta var 1938 men med undantag att de skulle säljas som sjukvårdsartiklar på apotek och affärer. Innan dess fanns det lagar som förbjöd information och försäljning av preventivmedel. På 1960-talet marknadsfördes det revolutionerande p-pillret, men det var först 1964 som p-pillret blev lagligt. Detta gav kvinnor rätten att själva bestämma över sin kropp. Det var de första preventivmedlet där kvinnor fick kontrollen. Abort var däremot förbudet fram till 1974.  P-pillret underlättade helt enkelt kvinnans arbetsroll genom att de fick bättre kontroll över sina liv.

### Barnomsorg
Men för att kvinnor skulle kunna arbeta i samma utsträckning som männen krävdes det även en utbyggd barnomsorg där barnen kunde vistas medan föräldrarna arbetade. Det fanns ännu inte på kartan att papporna kunde vara föräldralediga. De första jämförbara förskolorna med det vi har idag tillkom på 1940-talet. Då var dock normen fortfarande att kvinnorna skulle vara hemma och ta hand om barnen om inte annars hemmet. På 1960-talet utvecklades den till det vi har idag och kunde tillgodose fler människors behov av barnpassning. Med tiden effektiviserades den till det vi har idag. Förskolereformen var en av nycklarna till att fler kvinnor kom ut på arbetsmarknaden.  Utan denna tillförsel till samhället hade kvinnors roll i samhället och därmed arbetsmarknaden inte kunnat förbättras särskilt mycket. 

### Hushåll
Hushållsarbete är något som varit oavlönat länge, ett arbete som till största delen utförts av kvinnor. Det innebär att ta hand om barnen, tvätta, laga mat m.m. Arbetet har varit oavlönat och oreglerat. När hushållet utvecklades och resurser som tvättmaskin, diskmaskin och andra vitvaror tillkom underlättades hushållsarbetet och därmed gavs tid till annat, som att lönearbeta. Vid industrialiseringen begränsades de fria timmarna utöver arbetsdagen för kvinnorna, när allt fler kvinnor började arbeta inom industrin. Det ledde till att nya yrken skapades, hembiträden, som blev ett så kallat kvinnoyrke, vilket ledde till att ännu fler kvinnor började arbeta. 